# Mistrzostwa Świata w Kajakarstwie Górskim 2022
42. Mistrzostwa świata w kajakarstwie górskim odbyły się w dniach 26–31 lipca 2022 w Augsburgu w Niemczech. Reprezentacja Polski już pierwszego dnia zawodów zdobyła brązowy medal w konkurencji drużynowej K-1 kobiet za sprawą Klaudii Zwolińskiej, Natalii Pacierpnik, oraz Dominiki Brzeskiej. Reprezentanci oraz reprezentantki Rosji i Białorusi zostali wykluczeni z powodu inwazji Rosjan na Ukrainę. Klasyfikację medalową wygrali reprezentanci gospodarzy przed Czechami i Wielką Brytanią. 

## Klasyfikacja medalowa
Kolorem oznaczono kraj gospodarza mistrzostw (Niemcy).
| Miejsce | Państwo         | Złoto | Srebro | Brąz | Razem |
| ------- | --------------- | ----- | ------ | ---- | ----- |
| 1       | Niemcy          | 5     | 1      | 3    | 9     |
| 2       | Czechy          | 2     | 0      | 0    | 2     |
| 3       | Wielka Brytania | 1     | 2      | 2    | 5     |
| 4       | Australia       | 1     | 2      | 0    | 3     |
| 5       | Słowenia        | 1     | 1      | 0    | 2     |
| 6       | Słowacja        | 0     | 2      | 0    | 2     |
| 7       | Francja         | 0     | 1      | 2    | 3     |
| 8       | Włochy          | 0     | 1      | 1    | 2     |
| 9       | Andora          | 0     | 0      | 1    | 1     |
| 9       | Polska          | 0     | 0      | 1    | 1     |
| Ogółem  | Ogółem          | 10    | 10     | 10   | 30    |

## Medaliści i medalistki
| Konkurencja:           | Złoto:                                                        | Czas   | Srebro:                                                                      | Czas   | Brąz:                                                                 | Czas   |
| C-1 mężczyzn           | Sideris Tasiadis                                              | 101,05 | Alexander Slafkovský                                                         | 102,23 | Franz Anton                                                           | 102,66 |
| C-1 drużynowo mężczyzn | Słowenia · Benjamin Savšek · Luka Božič · Anže Berčič         | 95,48  | Słowacja · Matej Beňuš · Marko Mirgorodský · Alexander Slafkovský            | 98,42  | Włochy · Roberto Colazingari · Raffaello Ivaldi · Paolo Ceccon        | 100,64 |
| K-1 mężczyzn           | Vít Přindiš                                                   | 94,78  | Giovanni De Gennaro                                                          | 95,49  | Boris Neveu                                                           | 95,75  |
| K-1 extreme mężczyzn   | Joseph Clarke                                                 | –      | Anatole Delassus                                                             | –      | Stefan Hengst                                                         | –      |
| K-1 drużynowo mężczyzn | Niemcy · Hannes Aigner · Noah Hegge · Stefan Hengst           | 91,90  | Wielka Brytania · Joseph Clarke · Christopher Bowers · Bradley Forbes-Cryans | 93,68  | Francja · Boris Neveu · Titouan Castryck · Malo Quéméneur             | 95,67  |
| C-1 kobiet             | Andrea Herzog                                                 | 111,72 | Jessica Fox                                                                  | 112,64 | Mallory Franklin                                                      | 117,05 |
| C-1 drużynowo kobiet   | Czechy · Gabriela Satková · Tereza Fišerová · Martina Satková | 115,35 | Niemcy · Elena Lilik · Andrea Herzog · Nele Bayn                             | 116,85 | Wielka Brytania · Mallory Franklin · Kimberley Woods · Sophie Ogilvie | 117,85 |
| K-1 kobiet             | Ricarda Funk                                                  | 101,14 | Jessica Fox                                                                  | 102,45 | Elena Lilik                                                           | 103,99 |
| K-1 extreme kobiet     | Jessica Fox                                                   | –      | Kimberley Woods                                                              | –      | Mònica Dòria Vilarrubla                                               | –      |
| K-1 drużynowo kobiet   | Niemcy · Ricarda Funk · Elena Lilik · Jasmin Schornberg       | 102,78 | Słowenia · Eva Tercelj · Eva Alina Hočevar · Ajda Novak                      | 105,26 | Polska · Klaudia Zwolińska · Natalia Pacierpnik · Dominika Brzeska    | 109,25 |